# Горбушин, Сергей Евгеньевич
Сергей Евгеньевич Горбушин (род. 20 мая 1957, Глазов, Удмуртская АССР) — советский и французский хоккеист, защитник. Мастер спорта СССР международного класса.

## Биография
Начал заниматься хоккеем в пять лет. Воспитанник хоккейной школы города Глазов, первые тренеры Виктор Косолапов, Евгений Чупин. В 1974 году, после окончания школы оказался в свердловском «Автомобилисте», играл за молодёжную команду «Спартаковец». В ноябре в товарищеским матче получил удар по голове. Шлем раскололся, и Горбушину наложили 16 швов. Пропустил 10 дней, не смог нагнать учёбу в институте и вернулся в Глазов. В сезонах 1974/75 — 1978/79 играл за команду второй лиги «Прогресс» Глазов. С сезона 1978/79 — в клубе высшей лиги «Сокол» Киев. Дважды избирался в перечень 34 лучших хоккеистов СССР (1982, 1983). Бронзовый призёр чемпионата 1984/85. Капитан команды (1985/86). За клуб играл до 1989 года. Рекордсмен «Сокола» по количеству проведенных матчей в высшей лиге — 459. Забросил 47 шайб, сделал 78 результативных передач.
Выступал за вторую сборную СССР, был капитаном.
В 1989 году должен был отправиться играть в «Ильвес» — Тампере и Киев были городами-побратимами, но по протекции Владимира Ковина оказался во французском «Реймсе». За четыре сезона в высшем дивизионе провёл 117 матчей, забросил 27 шайб, сделал 61 результативную передачу. Играл в низших дивизионах за «Морзин-Авориаз» (1993/94 — 1996/97), «Эпиналь» (1997/98). Стал жить в Бельфоре, играть на любительском уровне, тренировать детей. После создания профессионального клуба выступал за него четыре сезона (2005/06 — 2008/09).